# Scraps
Als Scraps (aus dem englischen scrap für Abfall, Ausschuss) werden Nebenprodukte bei der Tabakherstellung bezeichnet. Beim Dreschen der Tabakblätter wird das Blattgut von den Blattrippen getrennt, dabei enthält man als Hauptprodukt größere Blattbestandteile, die sog. Strips, und als Nebenprodukte die kleineren Blattbestandteile, die Scraps, sowie die Blattrippen.
Scraps werden beispielsweise für Pfeifentabake verwendet oder dienen als sog. Scrap Filler als Einlage für Zigarillos oder günstige Zigarren (Shortfiller).